# Château de Dreux
Le château de Dreux est un ancien château royal sur la commune de Dreux en Eure-et-Loir, dont les vestiges sont encore importants et qui inclut la chapelle royale de Dreux, sépulture de la maison d'Orléans.

## Localisation
Le château et sa chapelle se trouvent au centre de Dreux, qu'ils dominent de 50 m, sur une butte allongée d'est en ouest en rive gauche de la Blaise, affluent de l'Eure,.

## Historique

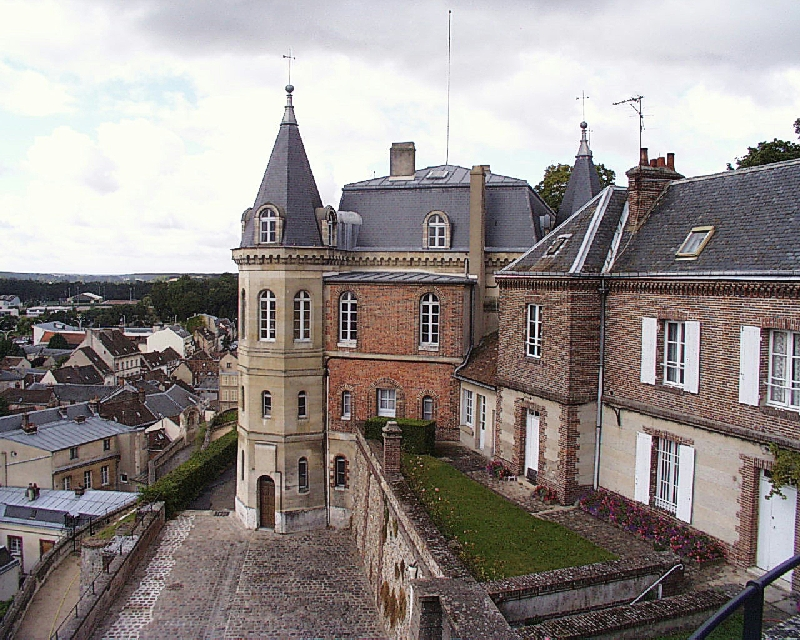
Maison dite Danican Philidor.

La bourgade de Dreux fut la capitale de la tribu gauloise des Durocasses, connue sous le nom de Durocassium. Sa position topographique, proche de la cité des Parisii, à un carrefour de voies de communications, ainsi que la haute colline qui la domine, réunissaient toutes les conditions requises pour un poste militaire. Aussi les Romains y établirent-ils une forteresse du nom de Castrum Drocas, succédant à l'ancien oppidum gaulois.
Cette forteresse devint le centre d'un comté carolingien. Pendant un temps, il dépendit du nouveau duché de Normandie, avant de tomber dans les mains de la maison de Vermandois, descendant de Charlemagne. Vers 1121-1123, Robert II l'enleva à cette lignée après la mort d'Étienne Ier de Troyes et le réunit à la couronne, faisant de cette forteresse une tête de pont.
Propriété du domaine royal, le château et la ville devinrent l'un des appuis occidentaux du domaine capétien, aux portes de la Normandie. Pour cette raison, Louis VI le Gros donna le château, la ville et le comté de Dreux en 1152 en apanage à l'un de ses fils Robert de France (1125-1188), origine de la Maison capétienne de Dreux, éteinte en 1590.
Le château a suivi la destinée du comté de Dreux et de ses propriétaires, les comtes de Dreux, faisant retour à la couronne de France par achat de Charles V en 1377-1378. Considéré comme château royal, il fut engagé à des seigneurs particuliers, puis vendu au XVIIIe siècle à la maison de Bourbon-Penthièvre.
La collégiale Saint-Étienne, depuis le XIIIe siècle, a servi de sépulture à d'anciens comtes de Dreux, ou leurs entrailles. Quelques vestiges retrouvés lors des travaux de fondation de la nouvelle chapelle Saint-Louis, sont maintenant conservés dans cette dernière, notamment ceux qu'y fit transférer en 1783 le duc de Penthièvre. Ce dernier ayant vendu à Louis XVI son domaine de Rambouillet.

### Pendant la Révolution
Les biens des Bourbon-Penthièvre ayant été confisqués, le château fut vendu. Ces biens furent vendus par lots, notamment la collégiale Saint-Étienne, vendue 5 000 livres en assignats, puis en partie démolie. Elle fut rachetée en 1816 par la duchesse douairière d'Orléans, pour y bâtir l'actuelle chapelle royale.

### Après la Révolution

Ducs d'Orléans, propriétaires du château (1821-1886).

Au retour des princes, à la faveur de la Restauration, le domaine est récupéré par sa propriétaire, Louise Marie Adélaïde de Bourbon, duchesse douairière d'Orléans, mère du futur Louis-Philippe. À sa mort en 1821, le château et son domaine entrent dans le patrimoine de la quatrième maison d'Orléans.

#### La maison d'Orléans
Au XIXe siècle, le château est aménagé au confort des années 1830. Louis-Philippe possédant un nombre important de résidences, le château de Dreux est peu habité par les princes d'Orléans. Toutefois, il est le lieu de la construction de la chapelle royale de Dreux.
À la publication de la loi d'exil de 1886, touchant une partie des membres de la maison d'Orléans, les biens restés indivis sont regroupés au sein de la Société civile du domaine de Dreux, afin d'en faciliter la gestion et d'écarter les risques de dispersion. En effet, Louis-Philippe ayant eu dix enfants, les propriétés héritées de l'apanage d'Orléans furent en parties partagées en parts d'indivision. Le domaine fut administré au nom du duc d'Orléans, Philippe d'Orléans, « chef de la maison de France » et prétendant orléaniste. Plusieurs mariages entre membres de cette famille donnèrent à Henri, comte de Paris, l'essentiel des parts des biens de sa famille, dont le château de Dreux et ceux du château d'Amboise et de Bourbon.

#### La fondation Saint-Louis
Henri d'Orléans, comte de Paris, décida d'inclure les vestiges du château de Dreux, la chapelle royale de Dreux et ses dépendances dans la fondation Saint-Louis. Cette fondation, reconnue d'utilité publique, fut créée, entre autres, pour préserver le patrimoine immobilier de la famille d'Orléans, le soustrayant aux dispersions que les partages d'héritages engendrent.

## Description

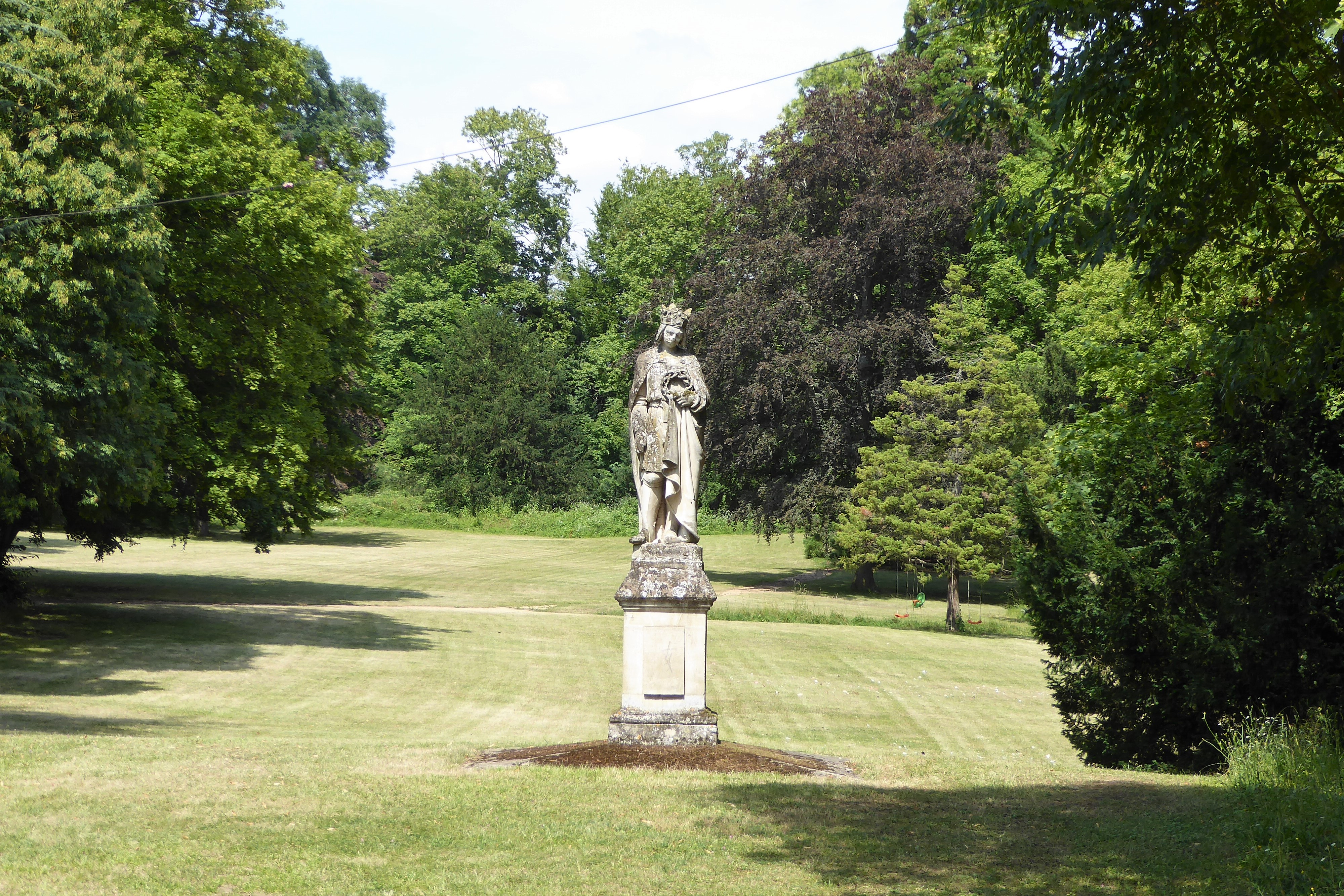
Statue de Saint Louis dans le parc du château.

L'essentiel de la construction se compose d'un rempart, du XIIIe siècle, dominant la ville, flanqué de tours rondes, à l'exception de deux carrées.
Le château primitif fut construit sur la partie occidentale de la butte longue de 200 m et large de 120 m au maximum.
Au début du XIIIe siècle, Robert III de Dreux doubla la superficie du château en construisant un second château dit de Dannemarche, à l'est du précédent, séparé du premier par un large fossé sec.
Un second donjon, que l'on appelait la « Tour Grise » ou la « Grosse tour », construit en 1244.
Ce dernier fut ruiné après le dernier siège de la ville, par Sully, pour Henri IV en juin 1593, et dont il ne subsiste rien, commandait vers l'est cette vaste adjonction. La place atteignant alors une longueur de 460 mètres.
Henri IV fit ensuite araser la plupart des tours à mi-hauteur. Les restes de la Tour grise furent démolis par le duc d'Orléans, propriétaire, sous Charles X. Il n'y subsiste que la colonne du télégraphe qu'il y fit installer.
Il existait plusieurs enceintes.
Dans la première enceinte, ou basse-cour, existait une chapelle. Cette partie, et la seconde enceinte dont il ne reste que des vestiges, correspondent au nord de l'ensemble actuel, est maintenant un parc boisé, longé du côté ouest par le cimetière principal.
Un portail, vers le sud, ne possède quasi pas de défense, mais il est surmonté du logis actuel, appelé communément « l'Évêché ».
Sur le flanc sud en effet, un logis a été conservé, en deux constructions, qui servit autrefois de résidence aux derniers comtes de Dreux puis à quelques membres de la maison d'Orléans. Il a été entièrement remanié au XIXe siècle. C'est un logis de forme oblongue, longeant les remparts du château, présentant un étage sur cave, surmonté d'un étage mansardé.
Côté cour (aujourd'hui transformée en jardin d'agrément), la façade présente deux tours octogonales de style lombard munies de toits pointus, entourant un grand escalier d'une douzaine de marches. Ce dernier ouvre sur une porte entourée de deux fenêtres.
Toutes les ouvertures, y compris dans la mansarde, sont de forme cintrée. Une rampe d'accès pénètre sous ce bâtiment, par un porche sur le côté gauche de la petite façade.
Côté ville, une troisième tour octogonale du même style que les deux déjà décrites, s'élève cette fois-ci sur une plus grande hauteur, puisqu'elle s'élève depuis un point plus bas.
Le portail correspondant au porche se trouve à gauche de cette tour, de même qu'un avant-corps vestige des anciennes fortifications.
Il existait avant la Révolution une chapelle Saint-Nicolas-des-Salles à cet endroit. Elle tenait son nom de la proximité des salles principales du château. Elle a été démolie.
Vue de la ville, à droite du pavillon principal, se trouve un autre bâtiment accolé au premier mais posé en deçà de l'ancien rempart, construit en calcaire (rez-de-chaussée) et briques rouges (étage), surmonté d'un toit à deux pentes et à pan coupés aux extrémités. Il s'agit d'un bâtiment de service du logis actuel, où se trouvent les cuisines et les salles de domesticité. À son extrémité se trouve enfin une grosse tour sur deux niveaux, remaniée, mais qui ne s'élève pas au-delà du jardin intérieur.
À l'intérieur de l'enceinte, on trouvait la tour des Fanaux, dont il ne subsiste que de maigres vestiges, qui fut un ancien donjon cylindrique à contreforts du XIIe siècle.
Au centre de l'ensemble, à l'endroit de l'ancienne collégiale Saint-Étienne, a été rebâtie au XIXe siècle la chapelle Saint-Louis, connue sous le nom de « Chapelle royale ».